# Edward House

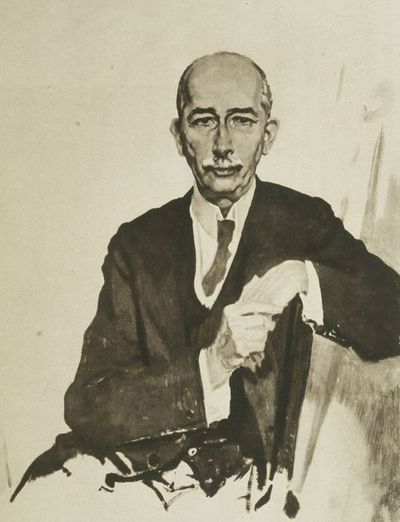
Edward M. House

Edward Mandell House (Houston, 26 juli 1858 – New York, 28 maart 1938) was een Amerikaanse diplomaat en adviseur van de Amerikaanse president Woodrow Wilson, zijn vader's familie kwam uit Nederland. House speelde een belangrijke rol bij de voorbereiding van, en de onderhandelingen voor, de verdragen die juridisch een einde maakten aan de Eerste Wereldoorlog, de basis legden voor de territoriale indeling van Europa en het Midden-Oosten na de oorlog en voor oprichting van de Volkenbond.

## Levensloop
House studeerde aan de Cornell-universiteit tot aan de dood van zijn vader. Hij nam dan de leiding van de katoenplantage over die hij later verkocht, waarna hij in 1902 verhuisde naar New York. Ondertussen was hij in 1881 gehuwd met Loulie Hunter. In Texas werd hij de raadgever van niet minder dan vier gouverneurs. Een ervan, gouverneur Jim Hogg (1851-1906), gaf hem de onofficiële titel van Colonel.

### Adviseur
In 1911 werd House bevriend met de latere president Woodrow Wilson en steunde deze laatste voor zijn Democratische nominatie. Bij het aantreden van Wilson werd House een ministerpost aangeboden, hij weigerde en werd adviseur van de president. In 1915 en 1916 werd House door de president uitgestuurd naar Europa, in een poging om tot vrede te komen door middel van onderhandelingen. Deze mislukten, de oorlog escaleerde en Amerika gaf in 1917 zijn neutraliteit op door zelf de oorlog te verklaren aan Duitsland.
Aan het eind van de Eerste Wereldoorlog was Edward House de belangrijkste medewerker van de president bij de besprekingen in Parijs tussen Woodrow Wilson, de Franse premier Georges Clemenceau, de Italiaanse premier Vittorio Emanuele Orlando en hun Britse collega David Lloyd George, die zouden leiden tot het Verdrag van Versailles in 1919.
Tijdens de afwezigheid van Wilson nam House zijn plaats in. Dit leidde tot spanningen en bij de terugkeer van de president in Parijs werd House aan de kant gezet. In de jaren 20 bleef hij wel een sterke verdediger van de Volkerenbond, zijn geesteskind.
- Bibsys: 90797747
- Bibliothèque nationale de France: cb15505922q (data)
- CiNii: DA02803775
- Gemeinsame Normdatei: 118775065
- International Standard Name Identifier: 0000 0001 1491 8750
- Library of Congress Control Number: n80015582
- Nationale Bibliotheek van Letland: 000180304
- National Archives and Records Administration: 10581553
- Bibliotheek van het Japanse parlement: 00652418
- Nationale Bibliotheek van Tsjechië: jn20031201001
- Nationale bibliotheek van Australië: 35208016
- Nationale Bibliotheek van Israël: 987007296778605171
- Nederlandse Thesaurus van Auteursnamen: 070561214
- SNAC: w6pr86tw
- Système universitaire de documentation: 074258427
- Trove: 865603
- Virtual International Authority File: 52485464
- WorldCat: E39PBJwX4JgTJ3PXVBtQJgPmh3